# Siedem kobiet w różnym wieku
Siedem kobiet w różnym wieku (polonès: Set dones de diferents edats) és un documental del director polonès Krzysztof Kieślowski fet el 1978..

## Repartiment
La pel·lícula consta de set seqüències dividides en dies posteriors de la setmana, de dijous a dimecres. Cada dia, l'espectador observa escenes de la vida d'una dona diferent associada al ballet. Dijous, la càmera segueix una nena plena d'emocions espontànies. La segona dona és una adolescent, més disciplinada i amonestada amb més duresa pel professor. Les següents seqüències mostren a la ballarina practicant la rutina amb la seva parella; una ballarina durant un triomf d'escenari; de nou, una dona practicant amb parella, per a qui ballar ja és molt difícil (Ewa Wycichowska); una ballarina amb un refredat substituint la seva amiga (Alina Baranowska). A l'última seqüència, la càmera mostra una professora de mitjana edat que ja no pot actuar i ensenya a altres ballarines joves.